# Anna Jantar
Anna Jantar-Kukulska (Poznań, 10 de junho de 1950 - Varsóvia, 14 de março de 1980) foi uma popular cantora polaca e mãe de Natalia Kukulska.
Ela faleceu no Voo LOT Polish Airlines 007.